# 薩爾廣播公司
薩爾廣播公司（德語：Saarländischer Rundfunk）是位於德國薩爾布呂肯的一個公共廣播電視公司，也是德國公共廣播聯盟的九個加盟公司之一。播出地區是薩爾州。

## 外部連結
- Saarländischer Rundfunk （页面存档备份，存于） homepage, （德文）.